# A Serious Man

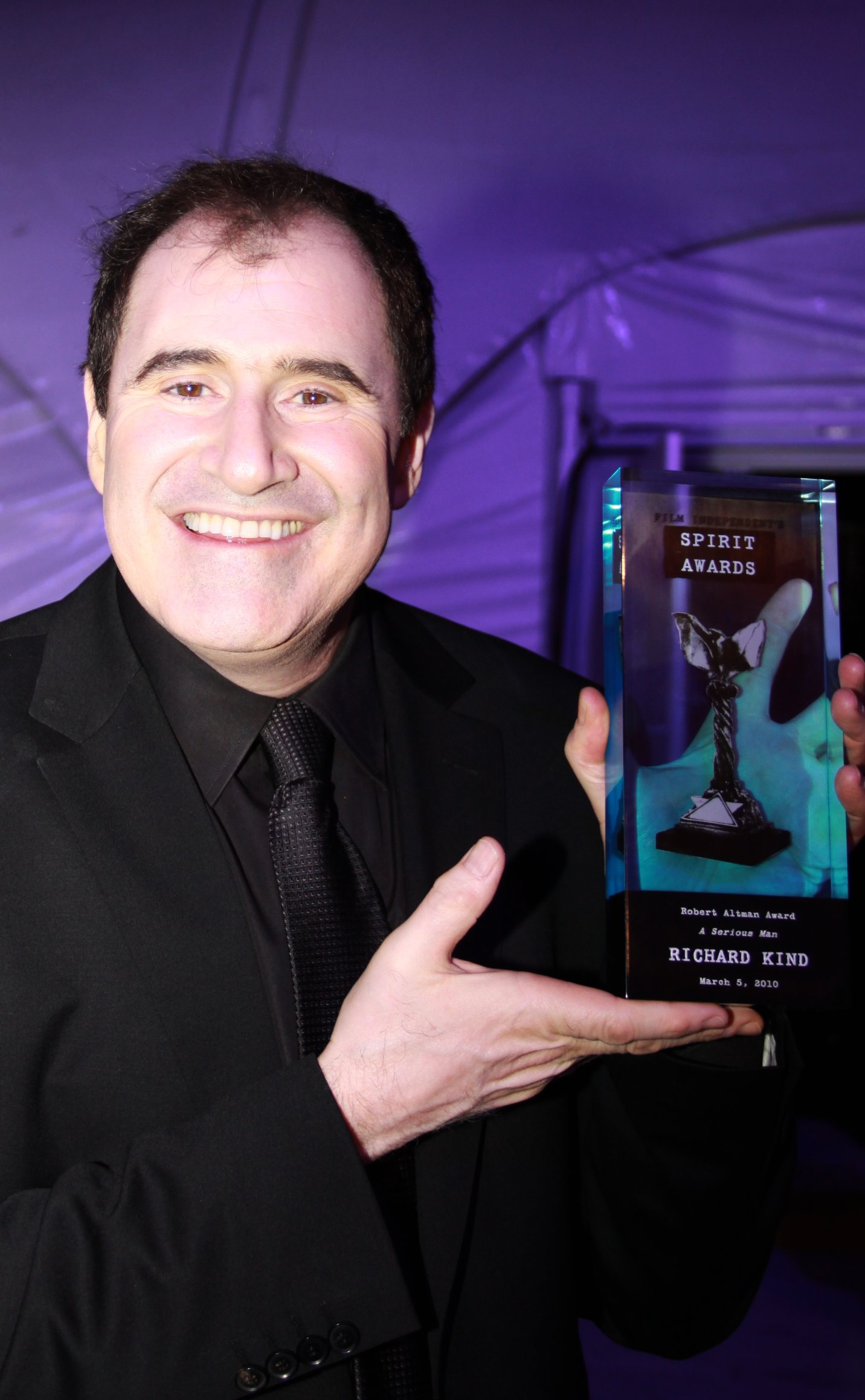
Richard Kind met de Independent Spirit Award die hij kreeg voor A Serious Man in 2010.

A Serious Man is een zwartkomische film uit 2009 van Joel en Ethan Coen. De film ging op 12 september 2009 in première op het Internationaal filmfestival van Toronto.

## Verhaal
Het leven van Larry Gopnik, een joodse professor, valt in 1967 uit elkaar. Zijn vrouw wil van hem scheiden, inclusief ĝet, omdat ze een relatie heeft met Sy; onder druk van zijn vrouw en Sy gaat Larry in een motel wonen. Sy sterft echter. Larry en zijn gezin zitten ook opgescheept met zijn inwonende broer Arthur, die de badkamer lang bezet houdt en illegaal gokt. Een buurman pikt een stuk tuin in. Larry krijgt een auto-ongeluk, maar is lichamelijk ongedeerd. Hij vraagt hulp aan drie rabbi's. maar komt daarmee niet veel verder. Een student probeert hem om te kopen. Larry stemt in wegens geldproblemen, o.a. een hoge rekening van een advocaat. Zijn zoon is high bij zijn bar mitswa. Larry krijgt een onheilspellende oproep van zijn dokter na een onderzoek. Er komt een tornado aan.

## Rolverdeling
- Michael Stuhlbarg - Larry Gopnik
- Richard Kind - Arthur Gopnik
- Fred Melamed - Sy Ableman
- Sari Lennick - Judith Gopnik
- Aaron Wolff - Danny Gopnik
- Jessica McManus - Sarah Gopnik
- Brent Braunschweig - Mitch Brandt
- David Kang - Clive Park
- Jon Kaminski Jr. - Mike Fagle
- Ari Hoptman - Arlen Finkle
- Fyvush Finkel - Dibboek
- Michael Lerner - Solomon Schlutz

## Trivia
- De broers Coen hadden een overeenkomst met Working Title Films en Focus Features dat ze twee films zouden maken voor deze productiebedrijven. A Serious Man is de tweede film na Burn After Reading (2008).
- Joel en Ethan Coen monteerden de film zelf, ook al staat in de aftiteling te lezen dat het om een montage van Roderick Jaynes gaat. Die naam hebben ze verzonnen en gebruiken ze bij al hun films in de aftiteling.